# Skuhrov (kraj liberecki)
Skuhrov – gmina w Czechach, w powiecie Jablonec nad Nysą, w kraju libereckim.
1 stycznia 2017 gminę zamieszkiwało 580 osób, a ich średni wiek 40,6 roku.